# Bezenškovo Bukovje
Bezenškovo Bukovje este o localitate din comuna Vojnik, Slovenia, cu o populație de 104 locuitori.